# Rhipidia (Rhipidia) dotalis
Rhipidia (Rhipidia) dotalis is een tweevleugelige uit de familie steltmuggen (Limoniidae). De soort komt voor in het Neotropisch gebied.